# Markus Huttner
Markus Huttner (* 17. Dezember 1961 in Weilheim i.OB; † 31. Mai 2006 in Leipzig) war ein deutscher Historiker.

## Leben
Huttner studierte ab 1983 Geschichte, Politikwissenschaft und Volkswirtschaftslehre an der Universität Bonn. 1986/87 war er Visiting Student im Fach Modern History am Christ Church College der University of Oxford. 1990 schloss er in Bonn mit dem Magister ab und wurde 1994 bei Konrad Repgen mit der Dissertation Katholische Kirche und Nationalsozialismus in britischen Tageszeitungen zum Dr. phil. promoviert. Noch während seiner Promotion wurde er wissenschaftlicher Mitarbeiter bei Ulrich von Hehl am Historischen Seminar der Universität Leipzig, wo er eine Habilitation aufnahm. Diese konnte er allerdings nicht beenden, er verstarb frühzeitig. Sein Bruder ist der Althistoriker Ulrich Huttner.

## Schriften (Auswahl)
- Britische Presse und nationalsozialistischer Kirchenkampf. Eine Untersuchung der „Times“ und des „Manchester Guardian“ von 1930 bis 1939 (= Veröffentlichungen der Kommission für Zeitgeschichte, Reihe B, Forschungen. Bd. 67). Schöningh u. a. 1995, ISBN 3-506-79970-3.
- Totalitarismus und säkulare Religionen. Zur Frühgeschichte totalitarismuskritischer Begriffs- und Theoriebildung in Großbritannien (= Schriftenreihe Extremismus & Demokratie. Bd. 14). Bouvier, Bonn 1999, ISBN 3-416-02862-7.
- Geschichte als akademische Disziplin. Historische Studien und historisches Studium an der Universität Leipzig vom 16. bis zum 19. Jahrhundert. Aus dem Nachlaß herausgegeben von Ulrich von Hehl, Evangelische Verlagsanstalt, Leipzig 2007, ISBN 978-3-374-02562-6.
- Gesammelte Studien zur Zeit- und Universitätsgeschichte. Aschendorff, Münster 2007, ISBN 978-3-402-12740-7.